# Юнссон, Карл
Карл Юнссон (швед. Carl Jonsson; 16 июля 1885 — 11 ноября 1966) — шведский полицейский (офицер полиции Стокгольма) и спортсмен (перетягиватель каната), чемпион летних Олимпийских игр 1912 года в составе сборной Швеции.